# Estany Mort (norra Canillo)
Estany Mort är en sjö i Andorra.   Den ligger i norra delen av parroquian Canillo, i den norra delen av landet, 15 kilometer nordost om huvudstaden Andorra la Vella. Estany Mort ligger 2 519 meter över havet.